# Alan D. Altieri
Alan D. Altieri, pseudonimo di Sergio Altieri (Milano, 25 giugno 1952 – Milano, 16 giugno 2017), è stato uno scrittore, traduttore, sceneggiatore e curatore editoriale italiano.

## Biografia
Sergio Altieri è nato a Milano nel 1952 dove ha conseguito la laurea in Ingegneria meccanica.
Per molti anni è vissuto a cavallo tra gli Stati Uniti d'America e Milano.
Scrittore, traduttore e sceneggiatore, nel 1981 ha pubblicato il suo primo romanzo Città oscura, un thriller d'azione di ambientazione metropolitana, a cui farà seguito Città di ombre (prima edizione 1990). Dal 1983 al 1987 ha collaborato con il produttore Dino De Laurentiis e lavorato con varie mansioni (story editor, ecc.) ai film Atto di forza, Conan il distruttore, L'anno del dragone e Velluto blu.
Nel 1992 il suo romanzo L'uomo esterno viene adattato e ne viene tratta una miniserie TV (della durata di circa tre ore) intitolata Due vite, un destino, trasmessa da Mediaset. Nel 1995 esce il film Silent Trigger (sceneggiatura originale scritta interamente da Altieri), con Dolph Lundgren e Gina Bellman, thriller d'azione in cui sono evidenti i punti di contatto con la serie dedicata al cecchino del SAS Russell Brendan Kane (Mondadori Segretissimo e successivamente edita da TEA). Nel 1997 collabora alla realizzazione della mini serie TV in due puntate Uno bianca (regia di Michele Soavi) e sempre in quell'anno vince il Premio Scerbanenco con il romanzo Kondor, thriller bellico ambientato in un apocalittico futuro prossimo, che narra le vicende di un gruppo di soldati delle Special Forces impegnati in una cruentissima "guerra per l'energia".
Nel 2005 cambia stile e pubblica il primo volume della trilogia a sfondo storico Magdeburg, intitolato L'eretico a cui seguiranno nel 2006 La furia e nel 2007 il capitolo conclusivo Il demone.
Da marzo 2006 a giugno 2011 Altieri è stato direttore editoriale delle collane da edicola di Mondadori: I Gialli, Urania, I Classici del Giallo, Segretissimo, Segretissimo SAS, Romanzi e ha varato la collana Il Giallo Mondadori Presenta.
Nel 2013 ha avviato una nuova saga di fantascienza con il libro Juggernaut pubblicato dalla TEA.
Accanto all'attività di scrittore Altieri ha portato avanti quella di traduttore.
Nel corso degli anni ha tradotto opere quali l'autobiografia di Andy McNab e libri di David Robbins e Stuart Woods; ha tradotto anche i primi due volumi de Il preludio a Dune scritti da Brian Herbert e Kevin J. Anderson, le Cronache del ghiaccio e del fuoco, la saga fantasy di George R. R. Martin; per i Meridiani Mondadori ha tradotto i racconti di Raymond Chandler e i romanzi di Dashiell Hammett. Ha successivamente curato e tradotto per Feltrinelli un'antologia di racconti di H.P. Lovecraft.
La sua traduzione delle Cronache del ghiaccio e del fuoco è stata fortemente criticata, a causa dell'eccessiva libertà nella resa italiana, oltre che per i numerosi errori nel lessico e nella logica interna del testo.

## Opere

### Pentalogia (incompleta) di Los Angeles
1. Città oscura (Dall'Oglio, 1981 - Mondadori, 1990 - TEA, 1996)
2. Città di ombre (Dall'Oglio, 1990 - TEA, 1995)
3. Kondor (Corbaccio, 1997 - TEA, 1999)
4. Ultima luce (Corbaccio 1995, - TEA, 1997)
5. non pubblicato

### Sniper
1. Campo di fuoco (Collana Segretissimo n. 1368, Mondadori, 1998 - TEA, 2004 - collana Segretissimo special n. 38,2013)
2. L'ultimo muro (Collana Segretissimo n. 1397, Mondadori, 1999 - TEA, 2005 - collana Segretissimo special n. 38,Mondadori,2013)
3. Victoria Cross (Collana Segretissimo n. 1425, Mondadori, 2000 - TEA, 2006 - collana Segretissimo special n. 39,Mondadori,2014)
4. Orizzonti di acciaio (Collana Segretissimo Special n. 41, Mondadori, agosto 2016)
5. tutti i racconti (collana Segretissimo extra n. 7,Mondadori,2018)

### Trilogia di Magdeburg
1. Magdeburg - L'eretico (Corbaccio, 2005 - TEA, 2007)
2. Magdeburg - La furia (Corbaccio, 2006 - TEA, 2008)
3. Magdeburg - Il demone (Corbaccio, 2007 - TEA, 2009)

### Terminal War
1. Juggernaut, TEA, 2017
2. Magellan, TEA, 2017
3. Maelstrom, TEA, 2021

### Altri romanzi
- Alla fine della notte (Dall'Oglio, 1981 - TEA, 1996)
- L'occhio sotterraneo (Dall'Oglio, 1983 - TEA, 1996)
- Corridore nella pioggia (Dall'Oglio, 1986 - TEA, 1996)
- Scarecrow, lo spaventapasseri. Sei storie del lato oscuro (Mondadori, 1991)
- L'uomo esterno (Mondadori, 1989 - Corbaccio, 2001 - TEA, 2003)

### Tutti i racconti
1. Armageddon. Scorciatoie per l'Apocalisse (TEA, 2008)
2. Hellgate. Al confine dell'inferno (TEA, 2009)
3. Killzone. Autostrade della morte (TEA, 2010)
4. Underworlds. Echi dal lato oscuro (TEA, 2011)
5. Warriors. Le nuove furie (TEA, 2012)

### Altri racconti
- sKorpi@ 6.6 (in AA.VV. Bugs) (Edizioni BD, 2008) (ISBN 978-88-6123-213-6)

### Sceneggiature
- Uno bianca (1997) - Michele Soavi (collaborazione)
- Silent Trigger (1996) - Regia di Russell Mulcahy (sceneggiatura)
- Shooter - Attentato a Praga (The Shooter), regia di Ted Kotcheff (1995)
- Due vite, un destino (1992) (TV) - Regia di Romolo Guerrieri (adattamento de L'uomo esterno di Altieri)
- Obiettivo indiscreto (1992) - Regia di Massimo Mazzucco (scritto da Sergio Altieri e Massimo Mazzucco)
- Paura cieca (Blind Fear, 1989) - Regia di Tom Berry (sceneggiatura)
- The Year of the Quiet Sun (1984), film mai realizzato, dall'omonimo romanzo di Wilson Tucker (1970) pubblicata nel 2007 su URANIA COLLEZIONE N.054 in appendice allo stesso romanzo.

### Traduzioni
- Brian Herbert, Kevin J. Anderson - Il preludio a Dune
  1. Il preludio a Dune: Casa Atreides pp. 392, Oscar bestsellers, Mondadori, 2002
  2. Il preludio a Dune 2: Il duca Leto pp. 238, Oscar bestsellers, Mondadori, 2003
- George R. R. Martin - Cronache del ghiaccio e del fuoco
  1. Il Trono di Spade pp. 448, Oscar bestsellers, Mondadori, 2001
  2. Il grande inverno pp. 448, Oscar bestsellers, Mondadori, 2001
  3. Il regno dei lupi pp. 532, Oscar bestsellers, Mondadori, 2002
  4. La regina dei draghi pp. 518, Oscar bestsellers, Mondadori, 2002
  5. Tempesta di spade pp. 476, Oscar bestsellers, Mondadori, 2003
  6. I fiumi della guerra pp. 462, Oscar bestsellers, Mondadori, 2003
  7. Il portale delle tenebre pp. 462, Oscar bestsellers, Mondadori, 2004
  8. Il dominio della regina pp. 488, Mondadori 2006 (tradotto con Michela Benuzzi)
  9. L'ombra della profezia pp. 476, Mondadori 2007 (tradotto con Michela Benuzzi)
  10. I guerrieri del ghiaccio, Mondadori 2012
  11. I fuochi di Valyria, Mondadori 2012
  12. La danza dei draghi, Mondadori 2012
- Dashiell Hammett Romanzi e racconti pp. CXXXVI-1670, I Meridiani, Mondadori, 2004 (Racconti trad. da Altieri - Romanzi da Veraldi)
- Raymond Chandler Romanzi e racconti - vol. I pp. CLXXX-1660, I Meridiani, Mondadori, 2005 (Racconti trad. da Altieri - Romanzi da L. Grimaldi)
- Andy McNab - Azione immediata TEA, 2000 - 538 pp.
- Wilbur Cross - Disastro al polo: la tragica spedizione di Nobile al Polo Nord con il dirigibile Italia Milano: Corbaccio, 2001 - 324 pp.
- Don Pendleton - L'esecutore: missione nera Milano: A. Mondadori, 2001 - 251 pp.
- Don Pendleton - L'esecutore: punto d'impatto Milano: A.Mondadori, 2001 - 251 pp.
- David L. Robbins - Operazione Cittadella Milano: Longanesi 2005 - 518 pp.
- Billy Dee Williams/Rob MacGregor - Psicoguerra Milano: Mondadori 2000
- Robert Ferrigno - La restituzione Milano: Mondadori - 283 pp.
- Donovan Webster - Le terre di Caino: quel che resta della guerra Milano: Corbaccio - 266 pp.
- Iris Chang - Lo stupro di Nanchino: l'olocausto dimenticato della seconda guerra mondiale Milano: Corbaccio - 301 pp.
- James Crumley - Il confine dell'inganno Milano: Mondadori - 330 pp.
- Peter Blauner - Il nero dell'arcobaleno Milano: Mondadori - 445 pp.
- Bob Drury - Una stagione da eroi Milano: Corbaccio - 310 pp.
- H.P. Lovecraft - Il dominatore delle tenebre. Il meglio dei racconti Milano: Feltrinelli 2012 - 468 pp.

## Stile
Nelle sue opere, Alan D. Altieri fa spesso uso di uno stile espressivo. Tra le caratteristiche principali figurano l'uso frequente di frasi nominali, la presenza di molti termini tecnici e l'abbondante inserimento di prestiti dall'inglese e da altre lingue,, forse anche per questo è "considerato il più americano degli scrittori italiani"